# Sascha Fischl
Sascha-Martin Fischl (* 4. März 2002 in Graz) ist ein österreichischer Fußballspieler.

## Karriere
Fischl begann seine Karriere beim SVU Liebenau. Im Mai 2010 wechselte er zum FC Gleisdorf 09. Im März 2015 wechselte er zum Grazer AK. Zur Saison 2016/17 kam er in die Akademie des FC Admira Wacker Mödling. Nach zweieinhalb Spielzeiten in der Akademie der Niederösterreicher wechselte er im Jänner 2019 zur Kapfenberger SV, wo er zunächst für die dritte Mannschaft in der sechsthöchsten Spielklasse zum Einsatz kam. Bis zum Ende der Saison 2018/19 absolvierte Fischl sieben Partien für Rapid Kapfenberg in der Unterliga, in denen er dreimal traf. In der Saison 2019/20 kam er bis zum Saisonabbruch zu zwölf Einsätzen, in denen er neun Tore machte.
Zur Saison 2020/21 rückte er in den Kader der fünftklassigen zweiten Mannschaft der Steirer auf. Im Oktober 2020 debütierte er im ÖFB-Cup gegen den FC Admira Wacker Mödling für die Profis der Kapfenberger. Im Dezember 2020 stand der Stürmer gegen den SK Rapid Wien II auch erstmals in der Liga im Spieltagskader, wurde allerdings noch nicht eingesetzt. Im Jänner 2021 erhielt er einen bis Juni 2023 laufenden Profivertrag. Im Mai 2021 debütierte er schließlich in der 2. Liga, als er am 28. Spieltag der Saison 2020/21 gegen den SV Horn in der Startelf stand. Insgesamt kam er für Kapfenberg zu zwei Zweitligaeinsätzen.
Ab der Saison 2022/23 gehörte Fischl dann wieder nur noch dem Kader der Amateure an. Im Februar 2023 wechselte er dann zum Regionalligisten TuS Bad Gleichenberg.